# Línea 692 (Interurbanos Madrid)
La línea 692 de la red de autobuses interurbanos de Madrid une el municipio de Los Molinos con la estación de esquí de Valdesquí.

## Características
Esta línea une Los Molinos con Valdesquí en aproximadamente 50 minutos.
Comenzó a dar servicio el 27 de febrero de 2021, con un horario estrictamente ligado a los fines de semana, con el objetivo de acercar los destinos de Puerto de Navacerrada, Puerto de Cotos y Valdesquí, en refuerzo a las expediciones de la línea 691 con destino Valdesquí. Este nuevo servicio también se creó debido al cierre temporal de la línea C-9 de Cercanías Madrid durante la Pandemia de COVID-19 aprovechando para obras de mantenimiento y mejoras.
Su puesta en funcionamiento también fue una respuesta a las aglomeraciones sufridas un mes atrás, en las que 350 personas tuvieron que ser rescatadas del puerto de Cotos esperando a la línea 691 a muy bajas temperaturas. Las aglomeraciones de personas que quieren disfrutar de la nieve los fines de semana en invierno fueron empeoradas por la mala configuración de la línea 691, que cuenta con 8 expediciones entre Moncloa y el puerto de Cotos separadas cada 15 minutos desde el inicio del servicio por la mañana, pero tan sólo 4 expediciones de vuelta separadas cada hora por la tarde. Esto propició el rescate mencionado y por consecuente la creación de la línea. Los horarios de la línea 691 siguen inalterados después del incidente, a pesar de que haya la mitad de expediciones de vuelta que de ida, provocando servicios colapsados, derivando los usuarios a la línea 692 sin trayecto directo a Moncloa y con esperas muy largas.
Es común que durante los meses de invierno, se modifican los horarios y se hace finalizar los servicios de ida 2 horas antes de lo habitual (15:30 en vez de 17:30). Esto se hace para evitar que continúen llegando personas al puerto de Cotos, y comiencen a irse cuanto antes hacia Cercedilla y prevenir colapsos en los servicios de vuelta.
En sus inicios, circulaba con unos ambiciosos horarios, una frecuencia de paso de 15 minutos en horas punta y 20 minutos en horas valle. Estos horarios apenas duraron unos meses cuando se redujeron a los actuales 30 minutos de paso en ambas direcciones. Durante los meses de invierno, es común que se refuerce la línea duplicando su número de expediciones, junto con la línea 691, para acoger al gran volumen de viajeros que se desplazan hacia el puerto de Cotos para disfrutar en la nieve.
La línea, además efectúa parada en las inmediaciones de la estación de Cercedilla, que, aunque las expediciones continúen hasta Los Molinos, supone el origen y destino de la mayoría de usuarios.
A pesar de que a efectos internos la numeración de la línea corresponda al 692, tanto en todos los postes y marquesinas como en los teleindicadores de los autobuses se muestra como SE.
Desde el 16 de noviembre de 2024, la línea abandonará su denominación SE como servicio especial y comenzará a denominarse como el número correcto 692. A pesar de que siempre ha sido la línea 692 de manera interna, nunca se le ha llamado como tal públicamente hasta la fecha.
Desde el 15 de mayo de 2025, la línea ampliará sus horarios de servicio circulando también en los festivos de Madrid, no sólo en los autonómicos y nacionales. Estos son el día 15 de mayo por San Isidro y el 9 de noviembre por la Virgen de la Almudena. Se trata de una característica muy peculiar que se encuentra en un número reducido de líneas interurbanas.
Al ser una línea que circula principalmente por carreteras de montaña es muy susceptible a las inclemencias meteorológicas, por lo que el periodo de prestación del servicio puede variar en todo momento en función de la transitabilidad de las vías por las que circula.
La línea mantiene los mismos horarios todo el año (exceptuando las vísperas de festivo y festivos de Navidad), circulando únicamente sábados laborables, domingos y festivos.
Está operada por Avanza Movilidad Integral mediante la concesión administrativa VCM-604 - Madrid – Cercedilla – Hoyo de Manzanares (Viajeros Comunidad de Madrid) del Consorcio Regional de Transportes de Madrid.
1. ↑  «Colapso en la sierra madrileña: 350 personas evacuadas tras quedarse atrapadas en Navacerrada». El Mundo. 2 de enero de 2021. Consultado el 9 de noviembre de 2024.
2. ↑  «Corte en horarios de la línea 692». Avanza Madrid. 1 de febrero de 2025.
3. ↑  «La Comunidad de Madrid refuerza hasta en un 105% la oferta de autobuses para facilitar los desplazamientos a zonas de montaña». Comunidad de Madrid. 19 de enero de 2024. Consultado el 9 de noviembre de 2024.
4. ↑  «Modificación de nombre de línea». Avanza Madrid. Consultado el 9 de noviembre de 2024.
5. ↑  «Ampliación de servicio». Avanza Madrid. 31 de marzo de 2025. Consultado el 5 de abril de 2025.
6. ↑  «Detalle línea 692». Avanza. Transporte interurbano en Madrid. Consultado el 4 de mayo de 2023.

## Horarios
| Sábados laborables, domingos y festivos |                         |
| Los Molinos > Valdesquí                 | Valdesquí > Los Molinos |
| 07:30                                   | 08:25                   |
| 08:00                                   | 08:55                   |
| 08:30                                   | 09:25                   |
| 09:00                                   | 09:55                   |
| 09:30                                   | 10:25                   |
| 10:00                                   | 10:55                   |
| 10:30                                   | 11:25                   |
| 11:00                                   | 11:55                   |
| 11:30                                   | 12:25                   |
| 12:00                                   | 12:55                   |
| 12:30                                   | 13:25                   |
| 13:00                                   | 13:55                   |
| 13:30                                   | 14:25                   |
| 14:00                                   | 14:55                   |
| 14:30                                   | 15:25                   |
| 15:00                                   | 15:55                   |
| 15:30                                   | 16:25                   |
| 16:00                                   | 16:55                   |
| 16:30                                   | 17:25                   |
| 17:00                                   | 17:55                   |
| 17:30                                   | 18:25                   |

1. 1 2 3 4 5 6 7 8 9 10 11 12 13 14 15 16 17 18 19 20 21  Con la estación de Valdesquí cerrada, la última parada es el Puerto de Cotos.
2. 1 2 3 4 5 6 7 8 9 10 11 12 13 14 15 16 17 18 19 20 21  Con la estación de Valdesquí cerrada, la primera parada es el Puerto de Cotos y sale 5 minutos después.

## Recorrido y paradas

### Sentido Pto. de Cotos - Valdesquí
NOTA: Si la Estación de Valdesquí se encuentra cerrada, las expediciones finalizan en la parada 09196. 
| Código | Parada                                  | Común con | Conexiones con Cercanías | Municipio   |
| ------ | --------------------------------------- | --------- | ------------------------ | ----------- |
| 20825  | Av. 1666 - Parque de las Cigüeñas       |           |                          | Los Molinos |
| 09268  | Ctra. M-622 - Estación de Cercedilla    | 680 684 1 | Cercedilla               | Cercedilla  |
| 15611  | Carmen - Pza. María Mínguez             | 680 684 1 |                          | Cercedilla  |
| 18206  | Ctra. M-601 - Club Alpino Español       | 691       | Puerto de Navacerrada    | Cercedilla  |
| 09195  | Ctra. M-601 - Puerto de Navacerrada     | 691       |                          | Cercedilla  |
| 09196  | Ctra. M-601 - Puerto de Cotos           | 691       | Cotos                    | Rascafría   |
| 09197  | Ctra. Valdesquí - Estación de Valdesquí | 691       |                          | Rascafría   |

### Sentido Cercedilla - Los Molinos
NOTA: Si la Estación de Valdesquí se encuentra cerrada, las expediciones comienzan en la parada 09198. 
| Código | Parada                                  | Común con | Conexiones con Cercanías | Municipio   |
| ------ | --------------------------------------- | --------- | ------------------------ | ----------- |
| 09197  | Ctra. Valdesquí - Estación de Valdesquí | 691       |                          | Rascafría   |
| 09198  | Ctra. M-601 - Puerto de Cotos           | 691 819   | Cotos                    | Rascafría   |
| 09199  | Ctra. M-601 - Puerto de Navacerrada     | 691       |                          | Cercedilla  |
| 18207  | Ctra. M-601 - Club Alpino Español       | 691       | Puerto de Navacerrada    | Cercedilla  |
| 18645  | Av. Sierra de Guadarrama - Pza. Mayor   | 680 684   |                          | Cercedilla  |
| 09269  | Ctra. M-622 - Estación de Cercedilla    | 680 684   | Cercedilla               | Cercedilla  |
| 20825  | Av. 1666 - Parque de las Cigüeñas       |           |                          | Los Molinos |